# Sarah Stock
Sarah Stock (4 de marzo de 1979) es una luchadora profesional canadiense. Anteriormente luchó para la empresa Total Nonstop Action Wrestling (TNA), bajo el nombre de Sarita, donde ganó el campeonato femenil de parejas (TNA Knocout Tag Team Champion). También ha luchado y desempeñado para diversos circuitos independientes y varias empresas en Estados Unidos, México y Canadá.
Stock inició su carrera en Canadá, recorriendo todo el país y trabajando para diversas empresas. Después se trasladó a México, donde trabajó para la empresa Asistencia Asesoría y Administración (AAA) y más tarde para el Consejo Mundial de Lucha Libre (CMLL). También ha luchado para la Federación Internacional de Lucha Libre (FILL), donde ganó el Campeonato Femenil de dicha empresa, así como también el Campeonato Juvenil LLF.

## Biografía
Stock nació en Winnipeg, Manitoba y se graduó en San Winnipeg John's-Ravenscourt School; Asistió a la Universidad de Manitoba, donde fue una estudiante con honores y completó un Bachelor of Science grado con mención en química, es trilingüe, con la capacidad de hablar Inglés, francés, y español.
Siempre ha estado interesada en el atletismo. Ella practicó y compitió en él. Muay tailandés de kickboxing durante varios años antes de entrar en la lucha libre profesional. También ha participado en la fútbol, [la pista [y] de campo ], [nombre del país [cruzar corriendo]] y. caballo, Stock ha declarado que, si tuviera que elegir una carrera fuera de la lucha libre, que consideraría el campo de la Psicología del Deporte y Nutrición.

## Carrera en la lucha libre profesional

### Primeros años (2002-2003)
Stock comenzó a entrenar como una luchadora profesional en Winnipeg, Manitoba's Top Rope Championship Wrestling. Se formó durante cinco semanas antes de un lugar abierto en la gira de la compañía le dio la oportunidad de competir. Debutó en el Territorios del Noroeste el 22 de febrero de 2002. Ella luchó para Can-Am Wrestling a principios de 2002 y se adjudicó el Campeonato de Can-Am Wrestling Mujer en su debut en la promoción. Eso de julio, que llegó al Real Action Wrestling en el marco del nombre en el ring dulce Sarah en el Canadá Marítimos como Valet. a Johnny Wiseguy. Poco después, comenzó la lucha en él. promoción, trabajo en equipo con Wiseguy en una serie de etiqueta de equipo mixto partidos contra el duque MacIsaac y su ayuda de cámara Rachel. La promoción de pronto se hundió, pero de archivo firmado con la corriente principal del Wrestling (RSU) en Halifax., Nueva Escocia, donde debutó en agosto de 2002 y continuó a luchar como dulce Sarah. No fueron algunas luchadoras de la zona.
Al mes siguiente, comenzó la lucha de archivo de Afa Anoa'i's World Xtreme Wrestling (WXW) en Pennsylvania. Ella compitió contra los luchadores de las mujeres, como Mercedes Martínez y Valentina. En octubre, regresó a Canadá y luchó en la Alberta en promociones independientes bajo el nombre de Sarah Griffin. Que participan en un feudo con Charlotte Webb, y los dos se enfrentaron en tanto Coalición híbrido Lucha Libre y Lucha Libre Can-Am. Griffin fue un éxito en la mayoría de estos partidos. De noviembre de 2002 a abril de 2003, compitió en varias otras promociones independientes de Canadá, incluyendo Extrema Canadá Championship Wrestling., Monstruo Pro Wrestling, y el primer ministro Championship Wrestling. En abril, volvió a los RSU, donde se peleó con hombres luchador Kyle Kruze. Este feudo incluyó partidos con estipulaciones especiales, incluyendo un "Kiss My Ass" cerilla y un [profesional [de lucha libre los tipos de concordancia # sujetador y las bragas partido | Bra and Panties partido]].

### Lucha Libre Femenil y AAA (2003-2004)
En 2003, con el fin de mejorar sus habilidades de lucha libre, se trasladó a Monterrey, México, para enfrentar a luchadoras locales. A sugerencia de un promotor, Sarah empezó a luchar usando máscara, y adoptó un nuevo nombre, Dark Angel; con el asesoramiento de Eddie Watts. Inicialmente Sarah tuvo dificultades para trabajar con las luchadoras mexicanas, al no poderse comunicar con ellas durante los combates, debido a que no hablaba español.
El 17 de octubre, derrotó a Simply Luscious para ganar el campeonato juvenil de LLF (Lucha Libre Femenil).
Aunque luchaba en México, Sarah siguió trabajando con varias empresas en los Estados Unidos y Europa. Participó en varios encuentros de la World Xtreme Wrestling, en noviembre de 2003. Ese mes, también luchó en un encuentro de Ring of Honor. Usando el nombre de Sweet Sarah (Dulce Sarah), perdió ante Allison Peligro el 28 de noviembre de 2003. También participó en un evento en el Ohio Valley Wrestling (OVW), organizado por World Wrestling Entertainment. El 4 de diciembre de 2003, participó como Sarah Griffin en un evento OVW y perdió ante la Pasión.
El 2 de abril de 2004, Sarah perdió su máscara ante Princesa Sujei, en un combate que tuvo una duración de cuarenta y cinco minutos máscara vs máscara como parte de un evento de LLF (Lucha Libre Femenil).
Poco después, dejó Monterrey para ir a la Ciudad de México, para luchar para la empresa Asistencia Asesoría y Administración (AAA). Aunque comenzó Stock que aparece con AAA en el supuesto de que el sería la lucha libre, la empresa había comenzar mediante la celebración de carteles para el público en los eventos. Dejó de luchar regularmente por la AAA, y dejó de aparecer para la promoción.

### Consejo Mundial de Lucha Libre (2004-2015)
A su regreso a México, de archivo firmado con Consejo Mundial de Lucha Libre (CMLL), la promoción de su rival de la AAA. Ella comenzó a competir con regularidad para CMLL como Dark Angel en la división de las mujeres recién reconstruida de la promoción, mientras que también compiten por varias promociones independientes. El 25 de marzo de 2005, derrotó a Princesa Sujei ganar Federación Internacional de Lucha Libre. El 9 de septiembre de 2005, de archivo fue uno de los dos ganadores, junto con Marcela, de un cibernético Torneo  eliminación partido para determinar quién sería llegar a la batalla para el campeonato el vacante CMLL Mundial de la Mujer. Sin embargo, el 16 de septiembre, en el CMLL de 72o aniversario Mostrar derrotó a Marcela de archivo para ganar el título.
Posteriormente, entró en un feudo de archivo con La Amapola, que concluyó el 14 de abril de 2006, cuando puso el pelo de archivo en la línea contra la máscara de Amapola. Colección terminó ganando el partido y forzar Amapola desenmascarar a él.
En septiembre de 2006, Colección de gira por la Agencia Canadiense Marítimos con la corriente principal del Wrestling, donde una vez más luchó Kyle Kruze, los RSM Atlántico canadiense campeón, y lo golpearon en sus tres partidos. Debido a que el título no estaba en la línea, sin embargo, ella no ganó el cinturón. También tuvo varios encuentros de alto perfil contra Nattie Neidhart, hija del luchador profesional Jim Neidhart.
Volviendo al CMLL, compitió en stock, y ganó un concurso de culturismo entre luchadores CMLL, Mientras trabajaba para la promoción, también apareció en un comercial de PlayStation 3. Un agente llegó a la arena en busca de alguien para realizar un truco para el comercial, y de archivo se le dio el papel. En el comercial, se la ve saltando en una cama y luego caerse.
El 25 de noviembre de 2009, de archivo ganó el Campeonato de Culturismo CMLL por cuarto año consecutivo. Un año más tarde el 25 de noviembre de 2010, ganó la competencia por quinto año consecutivo.

### Japón (2005, 2009, 2010, 2012)
Stock, luchando bajo el nombre de Dark Angel, hizo su primera gira por Japón a mediados de 2005, en la empresa made JDStar. Regresó a Japón el 22 de febrero de 2009, participando en el evento Fuka Matsuri, derrotando a Ray. El 28 de marzo de 2010 regresó de nuevo en el Fuka Matsuri, donde luchó junto a Hiroka contra Leon & Tigre Fuka, siendo derrotadas.
El 4 de marzo de 2012, participó en el evento del quinto aniversario de su amiga Io Shirai, donde ella y Shirai derrotaron a Miho Wakizawa & Nanae Takahashi en el evento principal. Una semana después, hizo su debut en la World Wonder Ring Stardom, formando parte del stable Shirai, Planet. En esta promoción se celebraron los diez años de Stock en la lucha libre, evento en el que ella Shirai & Arisa Hoshiki derrotaron a Eri Susa, Hiroyo Matsumoto & Miho Wakizawa cuando forzó a Susa a rendirse.

### Las mujeres atletas Shimmer (2007-2008)
El 1 de junio de 2007, de archivo, bajo su nombre real, hizo su debut en Shimmer Women Athletes, una promoción de lucha libre femenina con sede en Chicago, Illinois. Debutó en la promoción en el volumen11como una "competidora comodín internacional" en el torneo para coronar la primera Shimmer Campeón. Comenzó su carrera con dos victorias brillo molesto por establecido eventers principales Cheerleader Melissa y MsChif, pero al final perdió un combate de semifinales contra la ganadora del torneo, Sara . Del Rey, en el volumen 12. El 13 de octubre de 2007, en las grabaciones de volumen15de archivo derrotó a Daizee Haze para ganar un combate de campeonato en el volumen 16, grabada más tarde esa misma noche. Colección Del Rey se enfrentan en un dos de tres caídas para la correa del título del Rey, pero fue derrotada dos caídas a una. Después de derrotar a Lacey, archivo fue derrotado por Cheerleader Melissa en una reedición de su primer partido del torneo Campeonato brillo, y no ha regresado a la compañía desde el 5 de febrero de 2010, reflejo anunció que después de una ausencia de dos años, de archivo iba a volver a la empresa en abril por las grabaciones de los volúmenes 29-32. De hecho su regreso a brillar el 10 de abril a las grabaciones del Tomo 29, anunciando que iba a ser un reto para el Campeonato de brillo en el Volumen 30, grabó más tarde ese mismo día. El Tomo 30 MsChif derrotó archivo para retener su campeonato. El siguiente día en el Tomo 32, derrotó a un archivo de la mitad de la Shimmer Tag Team Champions, Nicole Matthews, en un partido de individuales.

### Total Nonstop Action Wrestling (2009-2013)

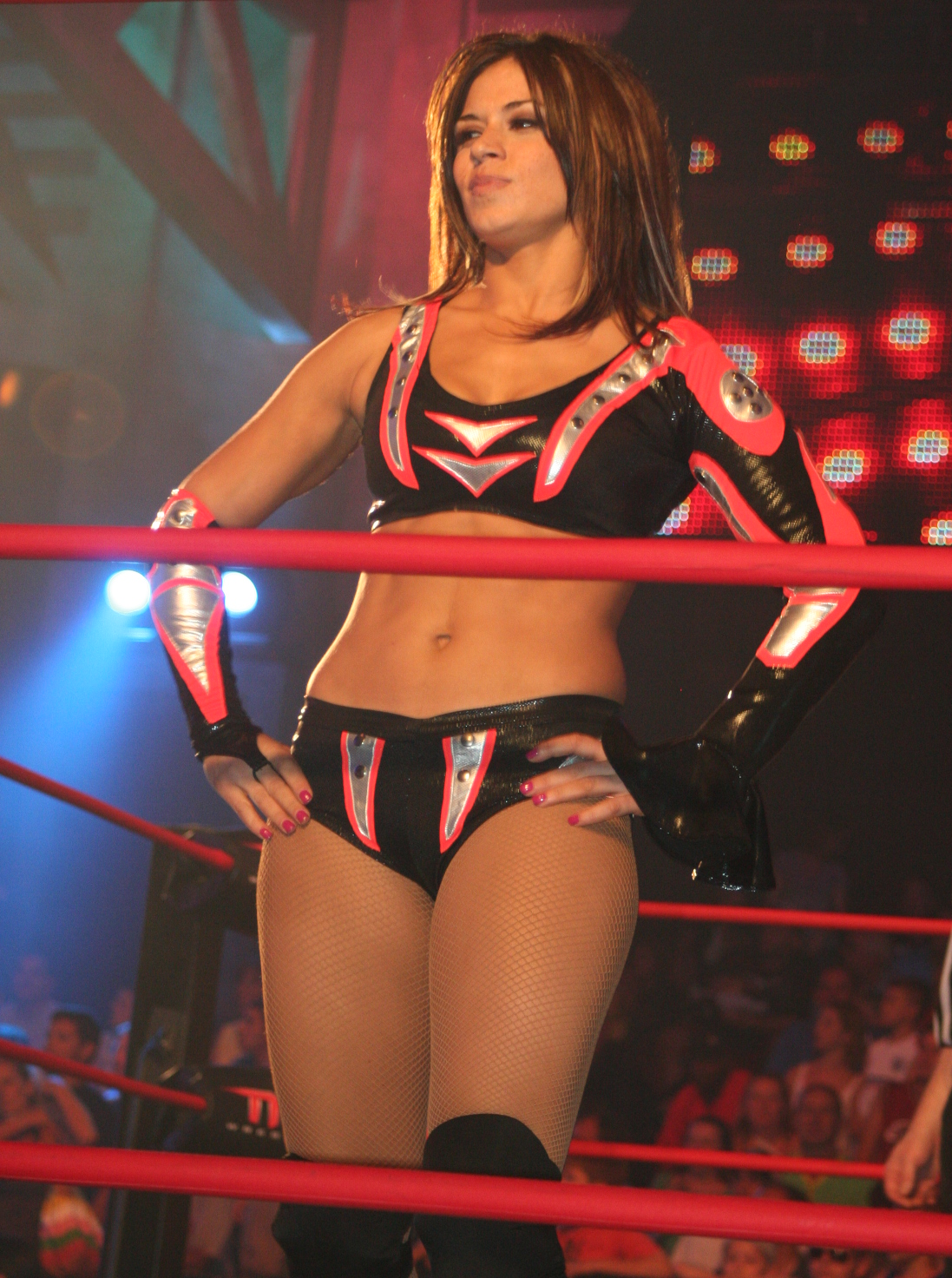
Sarita en julio de 2010

El 21 de abril de 2009, tuvo un encuentro Dark Match de Total Nonstop Action Wrestling (TNA), donde fue derrotada por Awesome Kong. A continuación, derrotó a Taylor Wilde en un dark match el 22 de abril de 2009. En la edición del 11 de mayo de 2009, de la versión en español de TNA Hoy stock hizo una aparición en el ring con el nombre Sarita. El 25 de junio en el episodio de Impact!, una promo salió al aire con el próximo lanzamiento de Sarita. Stock hizo su debut como Face el 16 de julio episodio de Impact!, contraproducente. Alissa Flash. Durante agosto y septiembre Sarita se unió con Taylor Wilde en un torneo donde la ganadora sería coronada como primer TNA Knockout Tag Team Championship Después de derrotar a los equipos de Alissa Flash y Daffney y Awesome Kong y Raisha Saeed, Sarita y Wilde derrotaron a The Beautiful People (Madison Rayne y Velvet Sky) en No Surrender para ganar el título. El 4 de enero de 2010, en vivo, de tres horas, lunes por la noche en la edición de Impact! Sarita y Wilde perdieron el TNA Knockout Tag Team Championship en contra de Hamada. y Awesome Kong. El 25 de junio en la edición de  Xplosion Wilde derrotó Daffney después de una interferencia de Sarita. A la semana siguiente Wilde se enfrentó a su compañera de equipo y explicó que no quería ganar haciendo trampas, lo que llevó a Sarita alegando que ella era un ganadora y, a diferencia de Wilde, no necesita ayuda de su compañero de equipo en su pelea contra Daffney. Después de Sarita fue derrotada por Daffney en un partido de individuales, Wilde salió corriendo al ring y detuvo a su compañero de equipo antes de que atacara a su oponente. En la edición del 1 de julio de Impact! Sarita se volvió Heel por primera vez en TNA, atacando a Taylor Wilde después de que ella había perdido su pelea contra la TNA Women's Knockout Championship Madison Rayne, proclamando que estaba harta de perder partidos. Sarita y Wilde se enfrentan entre sí en la siguiente edición de Xplosion, con Sarita ganando por pinfall al poner sus pies en las cuerdas.
En la edición de 15 de julio Impact! Sarita derrotó a Wilde de nuevo, esta vez en un No DescalificaciónStreet Fight. El 26 de julio en las grabaciones de Impact! de archivo arrancó su tríceps. y se espera que pierda dos meses de acción en el ring. Volvió en el 6 de septiembre grabaciones de Xplosion, a derrotar a Daffney. Al mes siguiente, Sarita entró en una rivalidad con Velvet Sky, anotando de nuevo victorias pinfall-to-back "sobre ella en el 28 de octubre y el 4 de noviembre ediciones del Impact!, por primera vez en un partido de equipo de seis eliminatorias de etiquetas y luego, en un partido de individual. Sarita y Wilde tuvieron su tercer uno-a-un partido en el 09 de noviembre de grabaciones "Xplosion", con Sarita, una vez más sale victorioso. A pesar de la lucha libre el 25 de noviembre een la edición de Impact! como face, cuando ella respondió al desafío a la TNA Women's Knockout Championship Madison Rayne y luego la derrotó en una lucha no titular, Sarita volvió a su condición de Heel y su rivalidad con Sky en la edición del 9 de diciembre de Impact! Cuando, a pesar de perder a su amor y en el partido de primera ronda de un torneo para TNA Knockout Tag Team Championship, Sarita dijo que Sky fue una perdedora y que nunca sería capaz de pegarle. En la edición del 23 de diciembre de Impact! Sky iva a luchar por el TNA Knockout Tag Team Championshipjunto con Angelina Love, pero se vio obligada a perder el encuentro, después de ser atacada por detrás del escenario por Sarita. A la semana siguiente Sarita derrotó a Sky en un profesional de Strap match, En enero de 2011 Sarita firmó una extensión de contrato por dos años con TNA. El 10 de febrero en la edición de Impact!, la prima de Sarita, Rosita hizo su debut en TNA en un partido de equipo de ocho eliminatorias de etiquetas, donde las dos se asociaron con Madison Rayne y Tara y derrotaron a Angelina Love, Mickie James, Velvet Sky y Winter. A la semana siguiente Sarita y Rosita se sumaron a Hernández, quien había regresado de trabajar en México la semana anterior y que ahora estaba expresando sus anti-estadounidense puntos de vista. Más tarde Sarita y Rosita derrotó a Angelina Love y Velvet Sky en una pelea por equipos, cuando Sarita, una vez más cubrió a Sky. Posteriormente, Sarita desafió a Sky a un uno-a-un partido, donde se acordó poner su carrera en la línea. El 03 de marzo en la edición de Impact! Sky finalmente fue capaz de derrotar a Sarita en un partido de individuales, para salvar su carrera en el proceso. El 13 de marzo en Victory Road, Sarita y Rosita derrotaron a Angelina Love y Winter para ganar el Campeonato en Parejas de la TNA, con Sarita proclamando que su victoria sería iniciar una toma de control mexicano de TNA. En la siguiente edición de "Impact!", la alianza de Sarita, Rosita y Hernández formaron un equipo de lucha llamado Mexican America. Los tres fueron derrotados luego en una pelea Hardcore de seis por Love, Winter y Matt Morgan. El 21 de julio en Impact! perdió el Campeonato Femenino de la TNA ante Tara & Miss Tessmacher.
En Turning Point, Hernández, Anarquía y Sarita retuvieron los campeonatos frente a Ink Inc.

#### 2012-2013
El 16 de febrero, participó en una Batalla Real de Knockouts, para obtener una oportunidad por el TNA Women's Knockout Championship en contra de Gail Kim pero no logró ganar, siendo eliminada por Velvet Sky.El 10 de enero dejó la empresa junto con Rosita al no querer renovar contrato.

### WWE (2015-2020)
Sarah confirmó que estará formando parte de las entrenadoras del Performance Center de la WWE.
El 15 de abril de 2020, en una medida de reducción de costos masiva probablemente causada por la pandemia mundial de Covid-19, Stock fue liberado de la WWE junto con otros trabajadores siendo temporalmente como productores. Sin embargo el 10 de septiembre, Stock fue despedida definitivamente de la empresa.

## Campeonatos y logros
- Alianza Universal de Lucha Libre

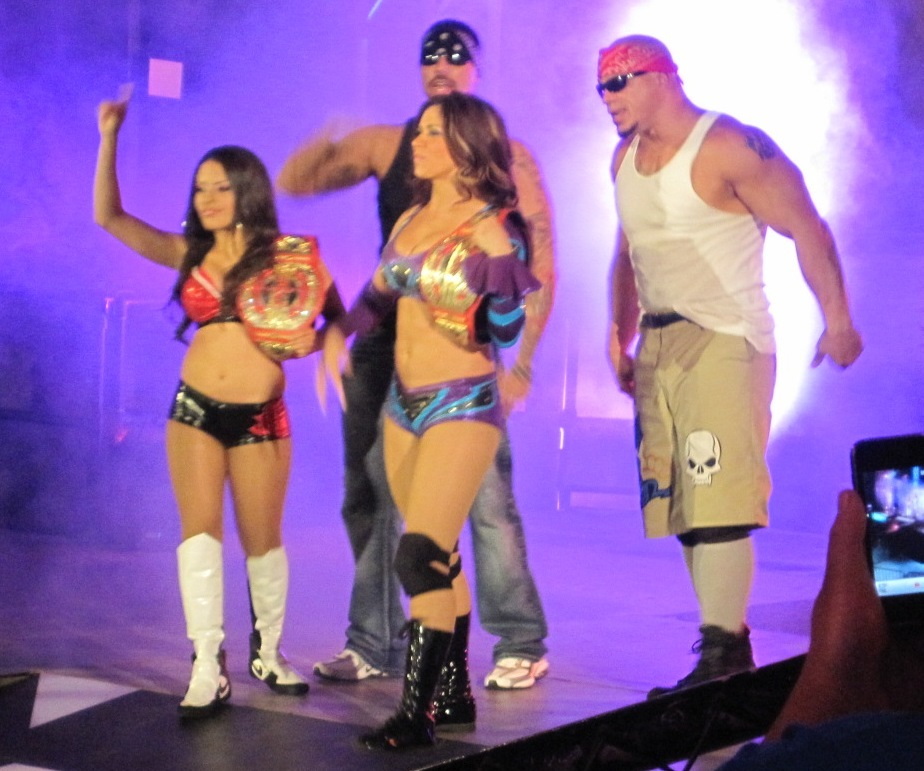
Sarita & Rosita como Campeonas Femeninas en Parejas de la TNA.

  - AULL Copa Internacional Femenil (2007)
- Can-Am Wrestling
  - Can-Am Wrestling Women's Championship (1 vez)
- CMLL
  - CMLL Bodybuilding Championship (7 veces)
- Federación Internacional de Lucha Libre
  - FILL Women's Championship (1 vez)
- Lucha Libre Feminil
  - LLF Juvenil Championship (1 vez)
- Total Nonstop Action Wrestling
  - TNA Knockout Tag Team Championship (2 veces) – con Taylor Wilde (1) y Rosita (1)
- World Wonder Ring Stardom
  - Wonder of Stardom Championship(1 vez)
- Otros títulos
  - Nuevo León State Women's Championship (1 vez)
- Pro Wrestling Illustrated
  - Situada en el Nº14 en el PWI Female 50 en 2011.[9]
  - Situada en el Nº27 en el PWI Female 50 en 2012.[10]